# Bazaoun
Bazaoun, ook wel Bazhoun, Bazoun of Bazaaoun, Arabisch: بزعون, is een dorp in het district Bsharri in Libanon. Het ligt op 1390 meter hoogte en is 107 kilometer verwijderd van de hoofdstad Beiroet.
Het dorp heeft in 2006 vier scholen, met 350 leerlingen op de drie openbare scholen en 496 leerlingen op de private school. De inwoners zijn van oudsher aangesloten bij de oosters-katholieke Maronitische Kerk.
Inwoners uit dit dorp vertrokken eind 19e eeuw naar het Caraïbisch gebied, zoals rond 1870 naar Guadeloupe. De eerste Libanese Surinamers stammen uit de jaren 1890. Velen van hen waren eveneens afkomstig uit Bazaoun.